# Didjeridu

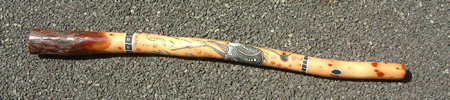
En didjeridu. Denna didjeridu är mer dekorerad än genomsnittet.

Didjeridu eller didgeridoo (engelska didgeridoo; även trätrumpet) är ett uråldrigt australiskt blåsinstrument. Det är traditionellt spelat av aboriginerna.
Det består av ett långt trärör som kan ha ett vaxmunstycke. En "äkta" didjeridu ska vara urholkad av termiter, men även fabriksborrade didjeriduer förekommer. Didjeridun producerar genom läppvibrationer en låg bordunton, som man sedan utökar med ljud man gör med stämbanden eller tungan. När man spelar didjeridu ska man helst använda sig av cirkulationsandning. Traditionellt är det bara män som spelar didjeridu.